# بيدرو غوميز (كاهن كاثوليكي)
بيدرو غوميز (بالإسبانية: Pedro Gómez Sarmiento)‏ (و. 1478 – 1541 م) هو كاهن كاثوليكي إسباني، توفي في لوكا، عن عمر يناهز 63 عاماً.

## مناصب
تولى منصب كاردينال
- Roman Catholic Bishop of Badajoz  [لغات أخرى]‏
- Roman Catholic Bishop of Palencia ‏
- Roman Catholic Archbishop of Compostela  [لغات أخرى]‏
- مطران كاثوليكي

.

## التعليم
تعلم في جامعة سلامنكا، وتعلم في جامعة بلد الوليد
.